# Société des Abimelechs
Pour les articles homonymes, voir Abimelech.
 (octobre 2023).
Si vous disposez d'ouvrages ou d'articles de référence ou si vous connaissez des sites web de qualité traitant du thème abordé ici, merci de compléter l'article en donnant les références utiles à sa vérifiabilité et en les liant à la section « Notes et références ».
La Société des Abimelechs (The Abimelech Society) a été fondée au cours des années 1960 au Canada. Son but est de ruiner l'œuvre des Gédéons en retirant les bibles des hôtels, motels, hôpitaux, prisons, etc.
Abimelech, fils naturel de Gédéon (Livre des Juges), massacra ses soixante-dix demi-frères pour régner, puis rétablit le culte ancien de Baal et d'Astarté contrairement à son père qui n'avait que Yahweh comme seul Dieu.
Il s'agit d'une organisation se définissant athée mais ayant de nombreuses références satanistes (voir la description de l'organisation).